# Vepris elegantissima
Vepris elegantissima är en vinruteväxtart som beskrevs av F. White & C.M. Pannell. Vepris elegantissima ingår i släktet Vepris och familjen vinruteväxter. Inga underarter finns listade i Catalogue of Life.